# Брикне
Брикне́ (фр. Briquenay) — коммуна во Франции, находится в регионе Шампань — Арденны. Департамент коммуны — Арденны. Входит в состав кантона Бюзанси. Округ коммуны — Вузье.
Код INSEE коммуны — 08086.
Коммуна расположена приблизительно в 195 км к востоку от Парижа, в 65 км северо-восточнее Шалон-ан-Шампани, в 45 км к югу от Шарлевиль-Мезьера.

## Население
Население коммуны на 2008 год составляло 128 человек.
| 1962 | 1968 | 1975 | 1982 | 1990 | 1999 | 2008 |
| ---- | ---- | ---- | ---- | ---- | ---- | ---- |
| 126  | 130  | 103  | 94   | 98   | 113  | 128  |

## Администрация
| Период | Период | Фамилия     | Партия | Должность |
| ------ | ------ | ----------- | ------ | --------- |
| 2001   | 2008   | Моник Шанс  |        |           |
| 2008   |        | Режи Кабаде |        |           |

## Экономика
В 2007 году среди 72 человек в трудоспособном возрасте (15—64 лет) 47 были экономически активными, 25 — неактивными (показатель активности — 65,3 %, в 1999 году было 56,1 %). Из 47 активных работали 38 человек (26 мужчин и 12 женщин), безработных было 9 (3 мужчин и 6 женщин). Среди 25 неактивных 6 человек были учениками или студентами, 5 — пенсионерами, 14 были неактивными по другим причинам.